# Sapogne-sur-Marche
Sapogne-sur-Marche är en kommun i departementet Ardennes i regionen Grand Est (tidigare regionen Champagne-Ardenne) i nordöstra Frankrike. Kommunen ligger  i kantonen Carignan som ligger i arrondissementet Sedan. År 2022 hade Sapogne-sur-Marche 149 invånare.

## Befolkningsutveckling
Antalet invånare i kommunen Sapogne-sur-Marche
Referens: INSEE